# Anisozyga dorsimaculata
Anisozyga dorsimaculata là một loài bướm đêm trong họ Geometridae.